# Rue Fontaine (film, 1984)
 (novembre 2015).
Si vous disposez d'ouvrages ou d'articles de référence ou si vous connaissez des sites web de qualité traitant du thème abordé ici, merci de compléter l'article en donnant les références utiles à sa vérifiabilité et en les liant à la section « Notes et références ».
Pour les articles homonymes, voir Rue Fontaine.

Rue Fontaine est un court métrage réalisé par Philippe Garrel [Quand ?] dans le segment du film à sketches Paris vu par... 20 ans après.

## Synopsis
René est un être complètement désespéré après une histoire d'amour qui a mal tourné mais, par l'intermédiaire de son ami Louis, il va rencontrer Eugénie avec qui il va vivre une nouvelle histoire, jusqu’à ce que celle-ci se suicide et qu'il s'enfonce dans une dépression qui l'amènera aussi à une mort volontaire.

## Fiche technique
- Scénario et réalisation : Philippe Garrel
- Image : Pascal Laperrousaz
- Montage : Sophie Coussein
- Musique: Faton Cahen
- Durée : 17 minutes

## Distribution
- Jean-Pierre Léaud : René
- Christine Boisson : Eugénie
- Philippe Garrel : Louis